# Slovenska republiška liga 1978-1979
La Slovenska republiška nogometna liga 1978./79. (it. "Campionato calcistico della Repubblica di Slovenia 1978-79") fu la trentunesima edizione del campionato della Repubblica Socialista di Slovenia. Era uno dei gironi delle Republičke lige 1978-1979, terzo livello della piramide calcistica jugoslava.
Il campionato venne vinto dal Rudar Trbovlje, al suo terzo titolo nella slovenia repubblicana.

Questo successo diede ai nero-verdi la promozione diretta in Druga Liga 1979-1980.
I capicannonieri del torneo furono Dušan Hvalec (Drava Ptuj) e Jože Rous (Mura) con 15 reti.
Alle 12 squadre che mantennero la categoria nell'edizione precedente, si aggiunsero Lendava, Litija, Primorje, Kamnik, Tabor Sežana e Dolenjska che la stagione precedente non avevano disputato tornei ufficiali.

Vennero divise in due gironi: le prime tre di ciascuno di essi andarono nel gruppo per la promozione, mentre le altre 12 (6 per girone) nei due gruppi Ovest ed Est per la retrocessione.

## Prima fase
Le 18 squadre vennero divise in due gironi da 9 compagini l'uno: girone Ovest (GRUPA ZAPAD) e girone Est (GRUPA ISTOK). Le prime 3 classificate di ogni girone passarono al girone-promozione, le altre rimasero a disputare due gironi-retrocessione.
|                      | Pos. | Squadra            | Pt | G  | V  | N | P  | GF | GS | DR  |
| -------------------- | ---- | ------------------ | -- | -- | -- | - | -- | -- | -- | --- |
| GRUPPO OVEST         |      |                    |    |    |    |   |    |    |    |     |
|                      | 1.   | Obala Izola        | 23 | 16 | 10 | 3 | 3  | 31 | 14 | +17 |
|                      | 2.   | Vozila Gorica      | 22 | 16 | 8  | 6 | 2  | 29 | 15 | +14 |
|                      | 3.   | Slovan Lubiana     | 20 | 16 | 7  | 6 | 3  | 32 | 14 | +18 |
|                      | 4.   | Primorje           | 19 | 16 | 7  | 5 | 4  | 23 | 20 | +3  |
|                      | 5.   | Ilirija            | 16 | 16 | 6  | 4 | 6  | 20 | 18 | +2  |
|                      | 6.   | Kamnik             | 16 | 16 | 5  | 6 | 5  | 16 | 23 | −7  |
|                      | 7.   | Tabor Sežana       | 11 | 16 | 4  | 3 | 9  | 14 | 26 | −12 |
|                      | 8.   | Dolenjska          | 9  | 16 | 1  | 7 | 8  | 17 | 34 | −17 |
|                      | 9.   | Kranj              | 8  | 16 | 2  | 4 | 10 | 10 | 28 | −18 |
| GRUPPO EST           |      |                    |    |    |    |   |    |    |    |     |
|                      | 1.   | Mura               | 21 | 16 | 9  | 3 | 4  | 38 | 13 | +25 |
|                      | 2.   | Rudar Trbovlje     | 20 | 16 | 8  | 4 | 4  | 27 | 14 | +13 |
|                      | 3.   | Lendava            | 17 | 16 | 7  | 3 | 6  | 26 | 26 | 0   |
|                      | 4.   | Drava Ptuj         | 17 | 16 | 6  | 5 | 5  | 19 | 19 | 0   |
|                      | 5.   | Železničar Maribor | 16 | 16 | 5  | 6 | 5  | 18 | 14 | +14 |
|                      | 6.   | Unior Konjice      | 16 | 16 | 6  | 4 | 6  | 20 | 24 | −4  |
|                      | 7.   | Šmartno ob Paki    | 14 | 16 | 5  | 4 | 7  | 16 | 28 | −12 |
|                      | 8.   | Kladivar Celje     | 12 | 16 | 4  | 4 | 8  | 22 | 29 | −7  |
|                      | 9.   | Litija             | 11 | 16 | 3  | 5 | 8  | 13 | 30 | −17 |
| Fonte: sportsport.ba |      |                    |    |    |    |   |    |    |    |     |

Legenda:
      Passa nel girone-promozione.
Regolamento:
Due punti a vittoria, uno a pareggio, zero a sconfitta.
In caso di arrivo di due o più squadre a pari punti, la graduatoria viene stilata secondo la differenza reti.

## Seconda fase
Le squadre del girone-promozione (SUPERLIGA) lottarono per il posto promozione. Le altre, rimaste nei gironi Ovest (LIGA ZA OPSTANAK – ZAPAD) ed Est (LIGA ZA OPSTANAK – ISTOK), per evitare la retrocessione.
|                              | Pos. | Squadra            | Pt | G  | V | N | P | GF | GS | DR  |
| ---------------------------- | ---- | ------------------ | -- | -- | - | - | - | -- | -- | --- |
| SUPERLIGA                    |      |                    |    |    |   |   |   |    |    |     |
|                              | 1.   | Rudar Trbovlje     | 15 | 10 | 6 | 3 | 1 | 24 | 6  | +18 |
|                              | 2.   | Obala Izola        | 14 | 10 | 6 | 2 | 2 | 21 | 11 | +11 |
|                              | 3.   | Mura               | 11 | 10 | 5 | 1 | 4 | 19 | 17 | +2  |
|                              | 4.   | Lendava            | 10 | 10 | 4 | 2 | 4 | 10 | 20 | −2  |
|                              | 5.   | Vozila Gorica      | 6  | 10 | 1 | 4 | 5 | 6  | 11 | −5  |
|                              | 6.   | Slovan Lubiana     | 4  | 10 | 1 | 2 | 7 | 13 | 38 | −25 |
| RETROCESSIONE – GRUPPO OVEST |      |                    |    |    |   |   |   |    |    |     |
|                              | 1.   | Dolenjska          | 15 | 10 | 7 | 1 | 2 | 16 | 7  | +9  |
|                              | 2.   | Kranj              | 14 | 10 | 5 | 4 | 1 | 11 | 6  | +5  |
|                              | 3.   | Ilirija            | 13 | 10 | 6 | 1 | 3 | 22 | 8  | +14 |
|                              | 4.   | Kamnik             | 7  | 10 | 2 | 3 | 5 | 6  | 19 | −13 |
|                              | 5.   | Tabor Sežana       | 6  | 10 | 1 | 4 | 5 | 7  | 12 | −5  |
|                              | 6.   | Primorje           | 5  | 10 | 1 | 3 | 6 | 8  | 18 | −10 |
| RETROCESSIONE – GRUPPO EST   |      |                    |    |    |   |   |   |    |    |     |
|                              | 1.   | Šmartno ob Paki    | 15 | 10 | 6 | 3 | 1 | 17 | 9  | +8  |
|                              | 2.   | Drava Ptuj         | 14 | 10 | 6 | 2 | 2 | 24 | 15 | +9  |
|                              | 3.   | Unior Konjice      | 10 | 10 | 4 | 2 | 4 | 12 | 19 | −7  |
|                              | 4.   | Železničar Maribor | 9  | 10 | 4 | 1 | 5 | 19 | 15 | +4  |
|                              | 5.   | Kladivar Celje     | 6  | 10 | 2 | 2 | 6 | 13 | 19 | −6  |
|                              | 6.   | Litija             | 6  | 10 | 2 | 2 | 6 | 13 | 21 | −8  |
| Fonte: sportsport.ba         |      |                    |    |    |   |   |   |    |    |     |

Legenda:
      Promossa in Druga Liga 1979-1980.
  Partecipa agli spareggi-promozione.
      Retrocessa nella divisione inferiore.
Regolamento:
Due punti a vittoria, uno a pareggio, zero a sconfitta.
In caso di arrivo di due o più squadre a pari punti, la graduatoria viene stilata secondo la differenza reti.
Note:
Torneo successivo a girone unico da 12 squadre.